# SmartHR
SmartHR（株式会社SmartHR、SmartHR, Inc.）は、日本のクラウド人事労務ソフト及び同名のIT企業。
2013年に創業され、本社は東京都港区六本木に所在する。主力サービス「SmartHR」は企業の社会保険・雇用保険手続きの電子化など人事労務業務の効率化を目的としたクラウドソフト。

## 概要
クラウド人事労務ソフト「SmartHR」では、雇用契約の締結、入社・退職手続き、社会保険・雇用保険の各種届出、年末調整といった労務手続きをオンライン上で完結できる。ペーパーレス化とデータベース連携により人事・労務担当者の負担軽減と従業員情報の一元管理を実現し、蓄積したデータを活用した人材マネジメント（タレントマネジメント）支援機能も提供する。2019年以降は労務管理機能に加えて人事評価、従業員サーベイ、分析レポート、配置シミュレーションなどタレントマネジメント機能を拡充し、従業員の育成やエンゲージメント向上の領域も手がける。
労務管理クラウド分野でトップシェアであり、主要な競合サービスには、フリー株式会社の「freee人事労務」やマネーフォワード株式会社の「マネーフォワードクラウド人事管理」、ドーナツ社の「ジョブカン労務管理」、エフアンドエム社の「オフィスステーション」などが存在する。

## 沿革
- 2013年 - 宮田昇始により東京都で前身となる株式会社KUFUを設立[5]。
- 2015年 - シード資金として3,000万円を調達し、「SmartHR」を正式リリース。同年、TechCrunch Tokyo 2015のスタートアップバトルで最優秀賞を受賞[6]。
- 2016年 - プレシリーズAラウンドで4,000万円、続いてシリーズAラウンドで5億円の資金調達を実施[5]。クラウドサービスとしての評価も高まり、「HRアワード2016」人事労務管理部門で最優秀賞を受賞[5][7]。
- 2017年 - 社名を株式会社KUFUから株式会社SmartHRに変更[5]。コーポレートロゴを刷新[5][8]。
- 2018年 - シリーズBラウンドで約15億円の資金調達を実施[5]。経済産業省主導のスタートアップ支援プログラム「J-Startup」企業に採択される[9]。企業ミッションを「社会の非合理を、ハックする。」に改定[5]。
- 2019年 - 関西（大阪）支社を開設。シリーズCラウンドで約61.5億円を調達[5]。新機能としてタレントマネジメント機能（従業員サーベイや分析レポート、組織図など）の提供を開始[5]。
- 2020年 - 九州（福岡）支社および東海（名古屋）支社を開設。SmartHR登録企業数が3万社を超える。リモートワーク普及の追い風もあり、業績を拡大。独自のデザインシステムである、SmartHR Design System（ウェブサイト）を公開[10]。
- 2021年 - シリーズDラウンドで約156億円の資金調達を実施[11]し、企業評価額が約1,700億円に達して未上場のままユニコーン企業となった（当時リード投資家は米Light Street Capital）。またグループ会社としてメンタルヘルス相談サービスを提供する株式会社Smart相談室と、外国人労務支援サービスの株式会社AIRVISAを設立[5]。
- 2022年 - 創業者の宮田昇始がCEOを退任。倉橋隆文COOを経て芹澤雅人が代表取締役CEOに就任[5]。株式報酬プラットフォーム事業を担う子会社Nstock株式会社を設立[5]。企業ミッションを「well-working（誰もがその人らしく働ける社会をつくる）」に改定[5]。
- 2023年 - 中国（広島）支社を開設[5]。
- 2024年 - GPTWジャパンによる「働きがいのある会社」認定企業に選出される。海外機関投資家を迎えたシリーズEラウンドにより約214億円の資金調達を実施[12]。